# Loriot à face blanche
Oriolus albiloris
Espèce
Statut de conservation UICN

 LC  : Préoccupation mineure
Le Loriot à face blanche (Oriolus albiloris) est une espèce de passereaux de la famille des Oriolidae.

## Répartition
Il est endémique de Luçon (Philippines).